# Luigi Benedetti

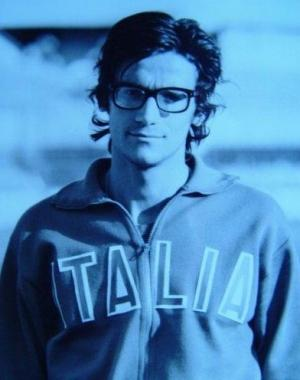
Luigi Benedetti

Luigi Benedetti (* 19. Mai 1951 in Massa, Provinz Massa-Carrara) ist ein ehemaliger italienischer Sprinter.
Bei den Olympischen Spielen 1972 in München wurde er Achter in der 4-mal-100-Meter-Staffel.
1973 schied er bei den Halleneuropameisterschaften in Rotterdam über 60 Meter im Halbfinale aus. Bei den Europameisterschaften 1974 in Rom gewann er Silber in der 4-mal-100-Meter-Staffel und erreichte über 200 Meter das Halbfinale.
Mit der italienischen 4-mal-100-Meter-Stafette wurde er bei den Olympischen Spielen 1976 in Montreal Sechster.
1973 wurde er Italienischer Meister über 100 Meter.

## Persönliche Bestzeiten
- 100 m: 10,3 s, 11. Juli 1973, Rom
- 200 m: 20,6 s, 2. Juni 1974, Turin